# 7 Seconds (canção)
"7 Seconds" é uma canção composta por Youssou N'Dour, Neneh Cherry, Cameron McVey e Jonathan Sharp, lançada em 1994 como um single realizado por Youssou N'Dour e Neneh Cherry. Chegou aos três primeiros em vários países, incluindo o Reino Unido, Suécia, Portugal, Alemanha, Austrália, Rússia e Polônia, e subiu ao topo na França, Suíça, Finlândia e Itália; 7 Seconds ficou em primeiro por 16 semanas consecutivas na French Singles Chart, que foi o recorde para a maioria das semanas no topo naquela época. O single também permaneceu no topo na Italian Singles Chart por nove semanas consecutivas no outono daquele ano. Todos os instrumentos na faixa foram produzidos e organizados pelo produtor musical sueco Christian Falk, que também tocou graves na faixa.
A canção também apareceu no álbum de N'Dour The Guide (Wommat), lançado um pouco depois do single. Em 1996, foi incluído no álbum de Neneh Cherry Man. A canção foi apresentada no filme de 1998 Northern Skirts e no filme de 2005 dirigido por Uwe Boll Alone in the Dark. "7 Seconds" também foi realizado no Live 8 por Dido e Youssou N'Dour em 2005, no Hyde Park em Londres, Reino Unido.

## Letras e música
A canção é trilíngue: N'Dour canta em uolofe, uma língua da África Ocidental, e francês (além de cantar o refrão em inglês), e Cherry canta em inglês.

## Vídeo musical
O vídeo musical em preto-e-branco é dirigido por Stéphane Sednaoui. Apresenta pessoas de etnias diferentes caminhando enquanto os dois estão cantando. Quando cantam o refrão, tipos diferentes de rostos de pessoas aparecem.

## Formatos e listas de faixas
- CD maxi

1. "7 Seconds" – 4:10
2. "Mame Bamba"  por Youssou N'Dour – 4:57
3. "7 Seconds" (R & B to the hip hop drop mix) – 6:24
4. "7 Seconds" (Dub Mix) – 6:07

- CD maxi (7 de junho de 1994)

1. "7 Seconds" – 4:10
2. "Life (Adouna)" por Youssou N'Dour – 4:57
3. "7 Seconds" (R & B to the hip hop drop mix) – 6:24
4. "7 Seconds" – 6:07

- CD maxi (7 de junho de 1994)

1. "7 Seconds" (radio edit) – 4:06
2. "Life (Adouna)" por Youssou N'Dour – 4:02
3. "7 Seconds" (R & B to the hip hop drop mix) – 6:23
4. "7 Seconds" (dub mix) – 6:07

- UK CD single (660508-2)

1. "7 Seconds" (radio edit)
2. "7 Seconds" (LP version)
3. "7 Seconds" (new old mix)
4. "7 Seconds" (dub mix)
5. "7 Seconds" (hip hop mix)

## Classificação
| Classificação (1994)         | Posição máxima |
| ---------------------------- | -------------- |
| ARIA Australia Singles Chart | 3              |
| Países Baixos                | 2              |
| Irlanda                      | 3              |
| França                       | 1 (16)         |
| Suíça                        | 1 (2)          |
| Reino Unido                  | 3              |
| Áustria                      | 3              |
| Alemanha                     | 3              |
| Itália                       | 1              |
| Polônia                      | 3              |
| Suécia                       | 3              |
| Noruega                      | 4              |
| Nova Zelândia                | 7              |
| Europa                       | 8              |
| Billboard Hot 100            | 98             |